# 佐々木寛
佐々木 寛（ささき ひろし、1966年6月29日 - ）は、日本の政治学者・平和学者。専門は、国際政治学・平和研究・現代政治理論。新潟国際情報大学国際学部教授。
なお、国粋的思想家の佐々木寛とは同姓同名の別人である。

## 略歴
1966年6月29日、香川県仲多度郡生まれ。1985年千葉県立船橋高等学校卒業、1990年、立教大学法学部法学科卒業、1996年、中央大学大学院法学研究科政治学専攻博士課程単位取得満期退学。
1996年立教大学法学部助手（-1998年）。現代政治理論、平和学を、高畠通敏に師事。1998年日本学術振興会特別研究員（ＰＤ）（-2000年）、2000年新潟国際情報大学専任講師、2003年助教授、2007年准教授、2008年教授。
その間に英国シェフィールド大学（AJA Fellowships）特別研究員、カリフォルニア大学バークレー校客員研究員など。

## 役職
- 日本平和学会[2]理事、第21期会長。
- 日本国際ボランティアセンター（JVC）理事。
- 環境エネルギー政策研究所（ISEP）理事。
- おらってにいがた市民エネルギー協議会代表理事。

## 著書

### 単著
- 『市民政治の育てかた――新潟が吹かせたデモクラシーの風』（大月書店, 2017年）
- 『市民エネルギーと地域主権――新潟「おらって」10年の挑戦』（大月書店, 2024年）

### 編著
- 『東アジア＜共生＞の条件』（世織書房,2006年）

### 共編著
- 『新世紀の平和研究』（小柏葉子共編　早稲田大学出版部, 2001年）
- 『東アジア安全保障の新展開』（五十嵐暁郎・高原明生共編　明石書店, 2005年）
- 『地方自治体の安全保障』（五十嵐暁郎・福山清蔵共編　明石書店, 2010年）
- 『「3・11」後の平和学』（蓮井誠一郎共編　早稲田大学出版部, 2013年）
- 『平和を考えるための100冊+α』（堀芳枝共編　法律文化社, 2014年）
- 『3．11からの平和学――「脱原子力型社会」へ向けて』（鴫原敦子共編　明石書店, 2023年）

### 訳書
- マイケル・ウォルツァー編『グローバルな市民社会に向かって』（共訳）（日本経済評論社, 2001年）
- デヴィッド・ヘルド『デモクラシーと世界秩序――地球市民の政治学』（共訳）（NTT出版, 2002年）
- ポール・ハースト『戦争と権力――国家，軍事紛争と国際システム』（岩波書店, 2009年）
- オリバー・リッチモンド『平和理論入門』（法律文化社, 2023年）

## 論文

### 単行本所収論文
- 「『地球社会』の民主化とNGO」佐藤幸男・西川潤編『NPO／NGOと国際協力』（ミネルヴァ書房, 2002年）
- 「世界政治と市民――現代コスモポリタニズムの位相」高畠通敏編『現代市民政治論』（世織書房, 2003年）
- 「イラク戦争と『安全保障』概念の基層――『ヨーロッパ』再考」古城利明編『世界システムとヨーロッパ』（中央大学出版部, 2005年）
- 「『戦争』を再考する」岡本三夫・横山正樹編『平和学のアジェンダ』（法律文化社, 2005年）
- 「『平和』と『コミュニティ』――グローバル化時代の『暴力』を越えて」宮島喬・五十嵐暁郎編『平和とコミュニティ――平和研究のフロンティア』（明石書店, 2007年）
- 「平和外交」加藤尚武編『応用倫理学事典』（丸善出版, 2007年）
- 「『新しい戦争』と日本――漂流する『安全保障』」岩崎稔・上野千鶴子・北田暁大・小森陽一・成田龍一編『戦後日本スタディーズ（3）「80・90」年代』（紀伊国屋書店, 2008年）
- 「世界のリアリティ、平和学のリアリティ――戦争と安全保障論の現在」君島東彦編『平和学を学ぶ人のために』（世界思想社,2009年）
- 「現代の平和主義」千葉眞編『平和の政治思想史』（おうふう, 2009年）
- 「『国際共生』概念の意義――＜危機＞から＜共生＞へ」黒澤満編『国際共生とは何か――平和で公正な世界へ』（東信堂, 2014年）
- 「平和」,「平和学の方法」,「安全保障共同体」広島市立大学広島平和研究所編『平和と安全保証を考える事典』（法律文化社, 2016年）
- 「高柳先男―平和研究とパワー・ポリティクス」初瀬龍平 他編『国際関係論の生成と展開―日本の先還との対話』（ナカニシヤ出版, 2017年）
- 「植民地主義（コロニアリズム）型国家からの転換――『3・11』後の日本像」友愛政治研究会編『脱大日本主義の薦め』（晃洋書房, 2020年）
- 「大衆社会の狂騒と病理――資本主義の文化的矛盾」日本平和学会編『戦争と平和を考えるNHKドキュメンタリー』（法律文化社, 2020年）
- 「オルタナティブな日本政治のために」内田樹・中北浩爾・浜矩子・中沢けい・池田香代子・古谷経衝・津田大介・木戸衛一・有田芳生『希望の共産党――期待をこめた提案』（あけび書房　2023年）
- 「平和研究の再定位――「文明」転換の学へ」,「文明論と平和研究」,「東京電力福島第一原子力発電所事故」日本平和学会編『平和学事典』（丸善出版, 2023年）
- 「平和研究」,「民主的平和論」,「NGO（非政府組織）」田中明彦・中西寛 編『現代国際政治の基本知識』（有斐閣, 近刊）

### 雑誌論文
- 「平和研究の理論的地平――21世紀の平和秩序を求めて」『平和研究』第20号（1996年）
- 「『グローバル・デモクラシー』論の構成とその課題――D・ヘルドの理論をめぐって」『立教法学』第48号（1998年）
- 「『地球社会』と民主主義原理――『オタワ・プロセス』を考える」『立教法学』第55号（2000年）
- 「現代戦争の位相――グローバルな『全体主義』と『新しい戦争』」『歴史地理教育』第612号（2000年）
- 「地球化時代の＜アイデンティティ＞」『AERA Mook 人間科学がわかる。』（朝日新聞社　2001年）
- "'Atom-Politics' in East Asia: Towards a Border-less Democracy" 『新潟国際情報大学　情報文化学部紀要』第5号（2002年）
- 「国境を越える平和主義」『AERA Mook 平和学がわかる。』（朝日新聞社　2002年）
- 「『安全保障』概念の位相と『沖縄問題』」『PRIME』第17号（2003年）
- "Approaches to the Contemporary Concept of 'Security': Towards a New Security Study", The Journal of Pacific Asia, Vol.13, 2007.
- 「『グローバル・シティズンシップ』の射程」『立命館法学』第333・334号（2011年）
- 「政治理論における＜核＞の位置づけに関する若干の考察――「3・11」後の政治学のために」『立教法学』第86号（2012年）
- 「『エネルギー・デモクラシー』の挑戦――新潟県の原発検証委員会について」『日本原子力学会誌』 Vol.59, No.12, 2017.
- 「〈文明〉転換への挑戦――エネルギー・デモクラシーの論理と実践」『世界』（2020年1月号　No.928. 岩波書店）
- 「原子力時代の終焉」『日本原子力学会誌』 Vol.65, No.3, 2023.

### 動画
- 【新潟】新潟県知事選 対談 翻訳家・池田香代子氏×佐々木寛・新潟に新しいリーダーを誕生させる会共同代表 - YouTube